# Kościół Chrystusa Króla w Leśnej
Kościół Chrystusa Króla – rzymskokatolicki kościół pomocniczy należący do parafii św. Jana Chrzciciela w Leśnej.

## Historia i architektura
Świątynia była wzmiankowana w 1346 roku. Obecna została wzniesiona pod koniec XVI wieku na miejscu starszej świątyni, wzmiankowanej w 1346 r. Rozbudowano go w roku 1685 o nawę południową. W 1702 r. spłonął w pożarze miasta i został odbudowany w stylu barokowym w latach 1702-11. Odbudowę wieży ukończono w 1919 r.  Kościół przebudowano w latach 1852-1853 i odbudowano po zniszczeniach wojennych w latach 1961-1962.

## Architektura i wnętrze
Kościół jest murowany, dwunawowy, o korpusie trójprzęsłowym, częściowo oskarpowanym, i prostokątnym prezbiterium przechodzącym w półkolistą absydę, posiada wieżę na planie kwadratu od strony zachodniej. Wnętrze jest nakryte sklepieniami krzyżowymi, w nawach jest podparte czworobocznymi filarami. Na ścianach zewnętrznych zachowały się kamienne epitafia i płyty nagrobne z XVI-XVIII wieku.
W murze jest umieszczony krzyż pokutny razem z aureolą.

## Organy
Organy zbudowane zostały przez zakład organmistrzowski Böhme z Lubania w 1970 roku. Instrument posiada brzmienie o cechach romantycznych.
Dyspozycja instrumentu:
| Manuał I         | Manuał II          | Pedał               |
| ---------------- | ------------------ | ------------------- |
| 1. Pryncypał 8'  | 1. Dulcian 8'      | 1. Subbas 16'       |
| 2. Rurflet 8'    | 2. Flet kryty 8'   | 2. Oktawbas 8'      |
| 3. Oktawa 4'     | 3. Flet otwarty 4' | 3. Fletbas 8'       |
| 4. Flet 2'       | 4. Pryncypał 2'    | 4. Chorał bas 4'+2' |
| 5. Kwinta 2 2/3' | 5. Sifflet 1'      | 5. Puzon 16'        |
| 6. Mixtura 5-ch  | 6. Nasard 2 2/3'   |                     |
| 7. Trąbka 8'     | 7. Tercja 1 3/5'   |                     |
|                  | 8. Szarf 4-ch      |                     |

## Galeria

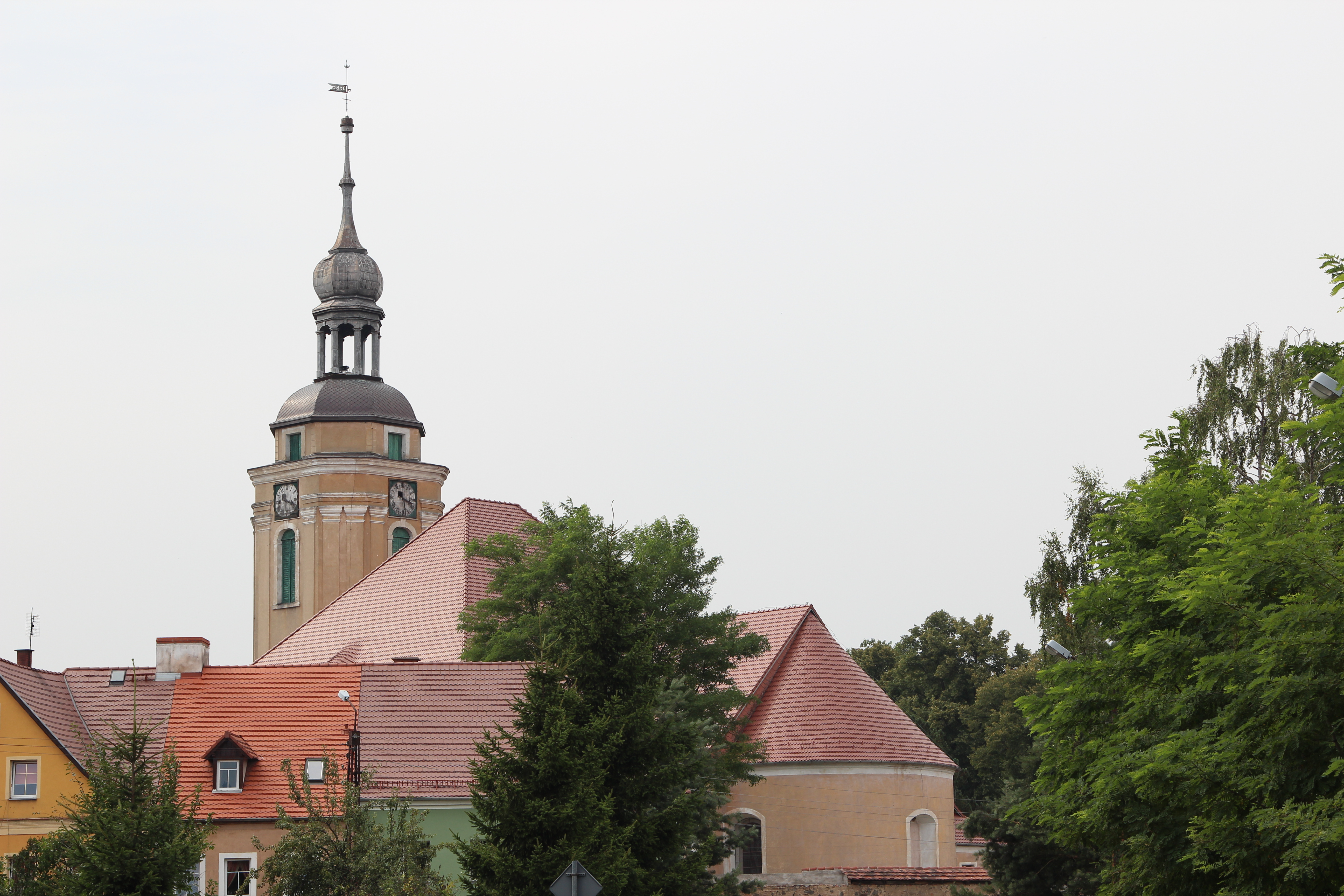
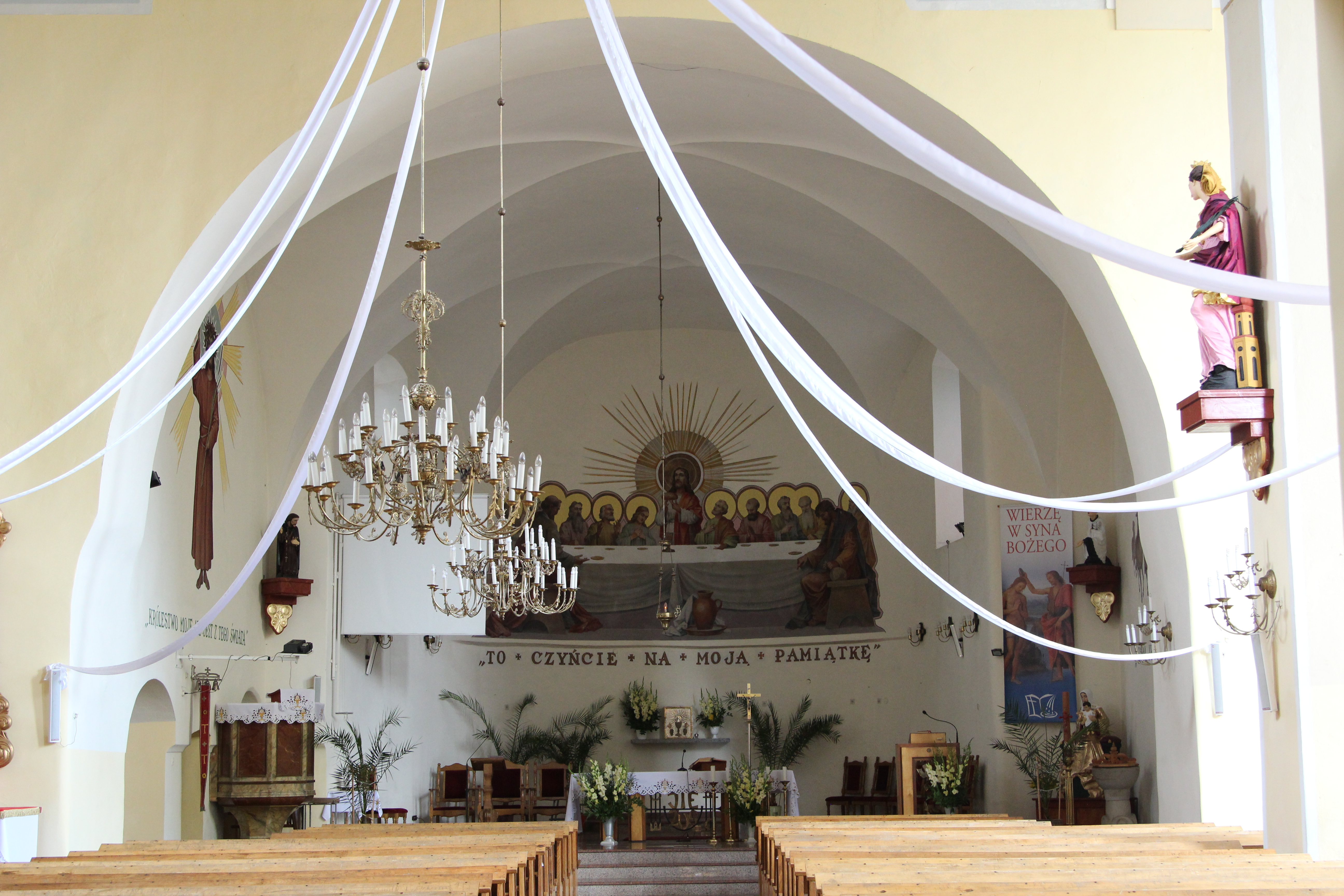
Wnętrze kościoła
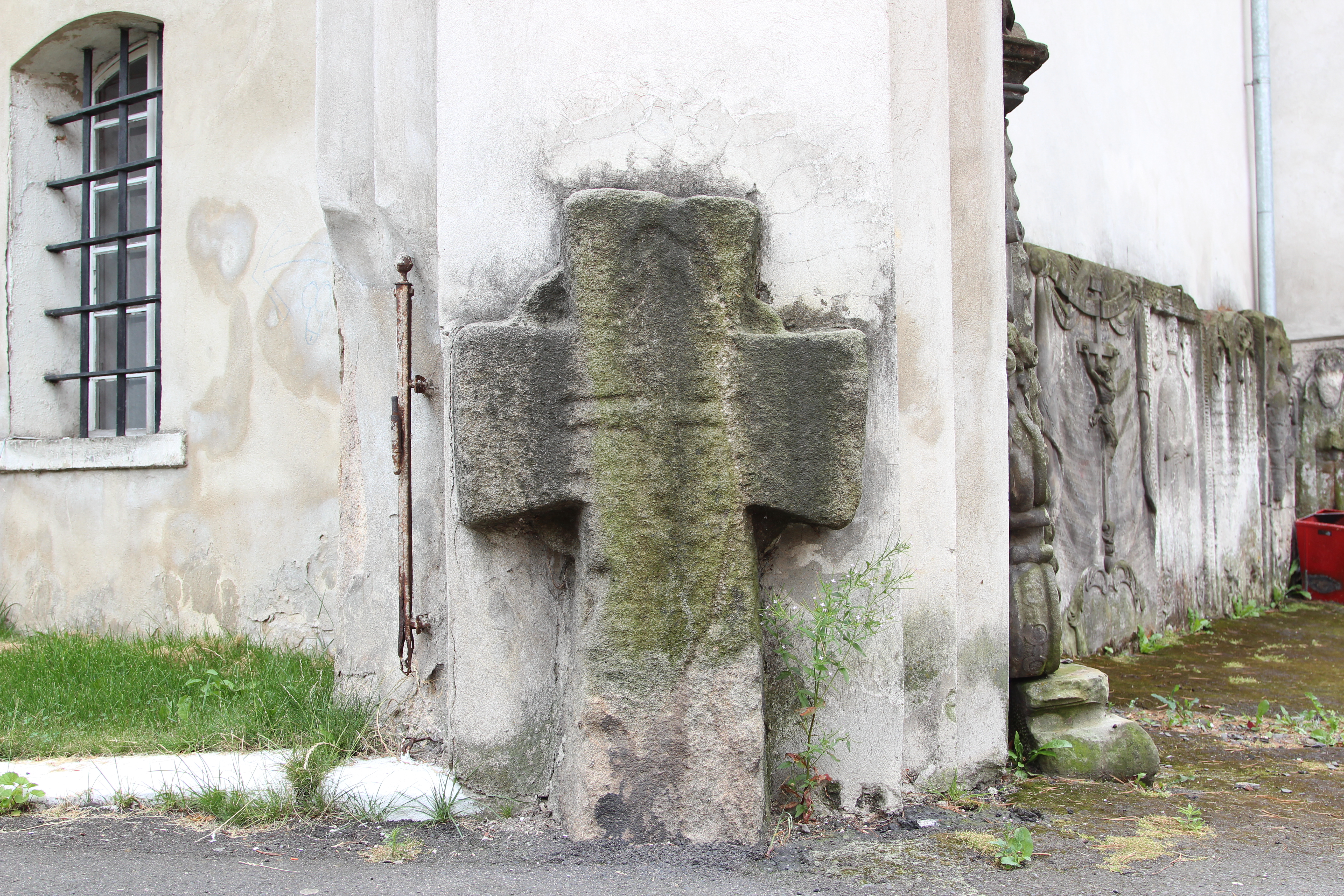
Krzyż pokutny
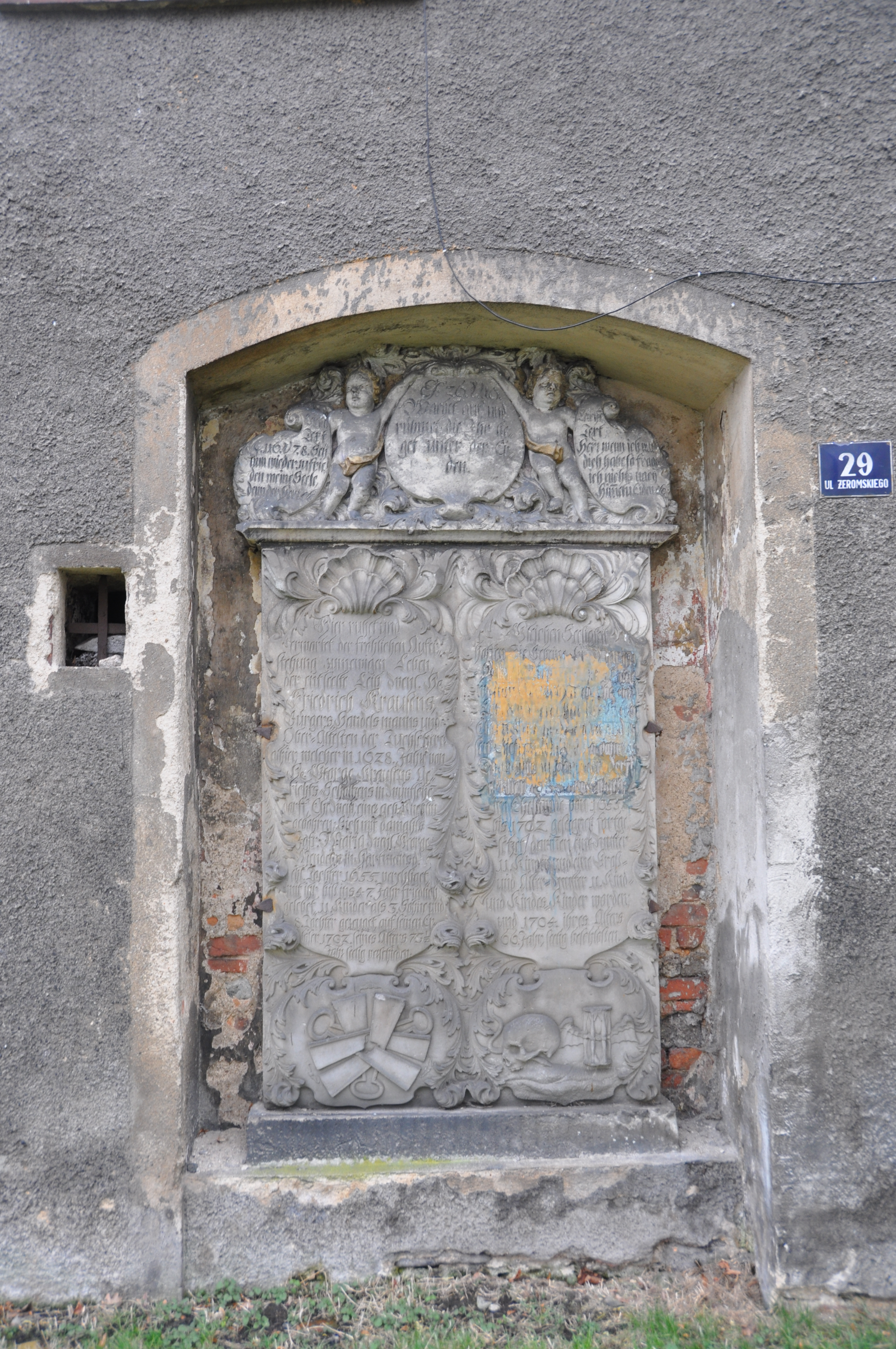
Epitafium
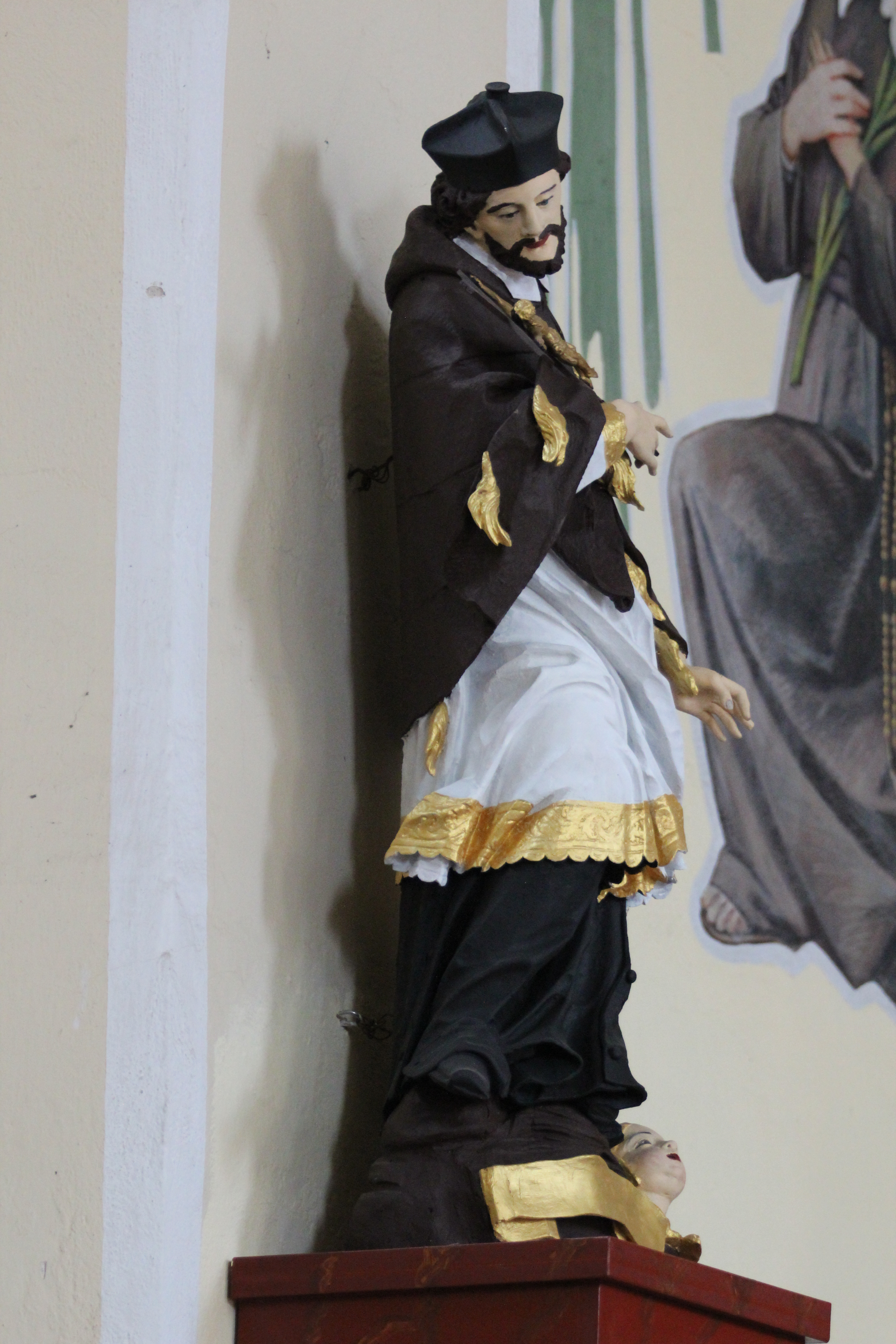
Rzeźba Jana Nepomucena wewnątrz kościoła